# عبد الله يلماز
عبد الله يلماز (بالتركية: Abdullah Yılmaz)‏ هو حكم كرة قدم تركي، ولد في 6 مايو 1978 في طرابزون في تركيا.

## وصلات خارجية
- عبد الله يلماز على موقع عالم كرة القدم.نت (الإنجليزية)